# Џин Крејн
Џин Крејн (енгл. Jeanne Crain) је била америчка глумица, рођена 25. маја 1925. године у Барстоу (Калифорнија), а преминула 14. децембра 2003. године у Санта Барбари (Калифорнија).